# Pat Shortt
 (juin 2018).
Si vous disposez d'ouvrages ou d'articles de référence ou si vous connaissez des sites web de qualité traitant du thème abordé ici, merci de compléter l'article en donnant les références utiles à sa vérifiabilité et en les liant à la section « Notes et références ».
Pat Shortt (né le 2 décembre 1966 à Thurles, Comté de Tipperary, Irlande) est un acteur et humoriste irlandais.
Il joue le rôle principal de Josie dans Garage ainsi qu'un rôle secondaire important dans Queen and Country de John Boorman.

## Filmographie
- 2007 : Garage de Leonard Abrahamson : Josie
- 2011 : L'Irlandais (The Guard) de John Michael McDonagh
- 2014 : Queen and Country de John Boorman : soldat Redmond
- 2022 : Les Banshees d'Inisherin (The Banshees of Inisherin) de Martin McDonagh : Jojo Devine